# Oxen (Fernsehserie)
Oxen ist eine dänische sechsteilige Thriller-Drama-Miniserie nach dem ersten Buch "Oxen – Das erste Opfer" (Orig. Oxen. De hængte hunde.) der Romanreihe Oxen von Jens Henrik Jensen. Sie wurde erstmals am 29. Oktober 2023 auf TV 2 ausgestrahlt. In Deutschland wurde die Serie am 24. Februar 2024 beim ZDF veröffentlicht.

## Handlung
Der Däne Niels Oxen ist Soldat der Spezialeinheit Jægerkorpset. Er verliert im Kampfeinsatz in Afghanistan seinen Kameraden Bosse, weil sein Major Hannibal Frederiksen bei einem Feuergefecht die Nerven verliert und die beiden allein zurücklässt. Zurück in Dänemark will er gegen seinen Vorgesetzten in diesem Fall Klage einreichen. Doch durch eine Intrige und falsche Anschuldigungen wird er unehrenhaft aus der Armee entlassen. Aufgrund dessen zieht er sich alleine in einen Wald zurück. In der Nähe wird auf einem Schloss der Schlossherr ermordet. Oxen gerät in den Fokus des dänischen Geheimdienstes PET, dessen Chefin Frigg Mossmann vermutet, dass der Ermordete Kopf einer internen Organisation war, die durch Mord und andere Machenschaften Einfluss auf die oberste dänische Politik nehmen wollte. Auf eigene Faust beauftragt sie Oxen und die Geheimdienst-Agentin Margrete Franck, gemeinsam undercover die mysteriöse Mordserie und deren weitreichenden Folgen aufzuklären.

## Besetzung und Synchronisation
Die deutschsprachige Synchronisation entstand nach den Dialogbüchern sowie unter der Dialogregie von Martin Halm durch die Synchronfirma FFS Film- & Fernseh-Synchron in München.
| Rolle                | Schauspieler                | Episoden | Synchronsprecher  |
| -------------------- | --------------------------- | -------- | ----------------- |
| Niels Oxen           | Jacob Lohmann               | 1–6      | Alexander Brem    |
| Margrete Franck      | Josephine Park              | 1–6      | Pauline Fusban    |
| Frigg Mossmann       | Ellen Hillingsø             | 1–6      | Ursula Berlinghof |
| Kajsa Corfitzen      | Birgitte Hjort Sørensen     | 3–6      | Judith Peres      |
| Poul Arvidsen        | Claus Riis Østergaard       | 1–3      | Michael A. Grimm  |
| Hans Otto Corfitzen  | Henrik Birch                | 1–2      | Walter von Hauff  |
| Johnny Gregersen     | Mikael Birkkjær             | 1, 4     | Manfred Trilling  |
| Martin Rytter        | Thue Ersted Rasmussen       | 1–3, 5–6 | Pascal Fligg      |
| Susanne Larsen       | Hanne Hedelund              | 1–6      | Elisabeth Günther |
| John Taylor          | Stephen Aaron-Sipple        | 1–2, 4–6 |                   |
| Kathrin              | Luise Befort                | 2–5      | Luise Befort      |
| Nico                 | Reinout Scholten van Aschat | 2–5      | Patrick Roche     |
| Hannibal Frederiksen | Anders Heinrichsen          | 1–2, 4–5 | Arne Hörmann      |
| Kevin                | Steve Lewington             | 2, 4–6   |                   |

## Episodenliste
| Nr. (ges.) | Nr. (St.) | Deutscher Titel         | Originaltitel         | Erstausstrahlung Dänemark | Deutschsprachige Erstausstrahlung (D) |
| ---------- | --------- | ----------------------- | --------------------- | ------------------------- | ------------------------------------- |
| 1          | 1         | Für Ehre und Vaterland  | Jagtselskabet         | 29. Okt. 2023             | 24. Feb. 2024                         |
| 2          | 2         | Angriff aus dem Dunkeln | De hængte hunde       | 5. Nov. 2023              | 24. Feb. 2024                         |
| 3          | 3         | Ein neues Spiel         | En arving kommer hjem | 12. Nov. 2023             | 24. Feb. 2024                         |
| 4          | 4         | Versteckte Gegner       | Ven eller fjende      | 19. Nov. 2023             | 24. Feb. 2024                         |
| 5          | 5         | Spuren einer Toten      | Den desperate hævn    | 26. Nov. 2023             | 24. Feb. 2024                         |
| 6          | 6         | Staats-Affären          | Angrebet              | 3. Dez. 2023              | 24. Feb. 2024                         |

## Produktion und Ausstrahlung
Anfang September 2022 wurde bekannt, dass die Thriller-Romanreihe "Oxen" von Jens Henrik Jensen im Gemeinschaftsauftrag vom dänischen Sender TV2 und dem deutschen Sender ZDF verfilmt wird. Produziert wird die Serie von den schwedischen SF Studios in Kooperation mit TV 2 Danmark, ReInvent Studios und SquareOne Entertainment im Auftrag vom ZDF.
Drehbuchautoren sind Mai Brostrøm und Peter Thorsboe. Regie führt Jannik Johansen, der bereits für Serien wie Borgen – Gefährliche Seilschaften oder Follow the Money gearbeitet hat.
Die Dreharbeiten fanden in Frederikshavn, Skagen, auf der Insel Fünen und in Kopenhagen statt. Des Weiteren dient das Schloss Voergaard als Drehort.
Die Serie unterscheidet sich dahingehend von den Romanen, dass die Rolle Mossmann in der Verfilmung eine Frau statt wie im Buch ein Mann ist.
Am 22. Oktober 2023 wurden die sechs Folgen in Dänemark bei TV2 online zum Streamen bereitgestellt und die Premiere der Erstausstrahlung auf TV2 folgte ab dem 29. Oktober 2023 bis zum 3. Dezember 2023.
Am 24. Februar 2024 wurden alle sechs Folgen erstmals in der ZDFmediathek veröffentlicht. Die deutsche Erstausstrahlung erfolgte im ZDF ab dem 4. März 2024 in Doppelfolgen.

## Rezeption
Bei wunschliste.de schreibt Stefan Genrich, dass man das Trauma des Soldaten Oxen besser nachvollziehen könne, wenn die Serie mit der Zeit in Schwung kommt. Weiter meint Genrich, dass die TV-Version weniger berühre als die Buchvorlage. Die Zuschauer würden mitunter die Übersicht verlieren, weil die Handlung des Romans in der Serie gestrafft werde. Trotz Ungereimtheiten in der Geschichte bestürzen die politischen und gesellschaftlichen Anspielungen. Und es sei aufregend, wie die Charaktere Niels Oxen und Margrethe Franck zusammenfinden müssen.
Jürgen Wittner meint für kulturnews.de, dass die Serie durch ihre nüchtern-brutale Handlung besticht. Auch sei positiv, dass die Wendungen trotz ihrer Häufigkeit nicht unglaubwürdig daherkommen, weil die verschiedenen Charaktere in ihrer Ambivalenz leicht undurchsichtig wirken würden.
Matthias Hannemann schreibt in der FAZ, die Serie sei „nicht schlecht“. Im Vergleich mit den Büchern sei sie aber eher langatmig und oberflächlich geraten.